# Неккрусен (станція метро)
59°22′00″ пн. ш. 17°58′59″ сх. д. / 59.366666666667° пн. ш. 17.983194444444° сх. д.
«Неккрусен» (швед. Näckrosen) — станція Стокгольмського метрополітену. 
Розташована на синій лінії, обслуговується потягами маршруту Т11, між станціями Галлонберген  та Сульна-сентрум.
Відстань від станції Кунгстредгорден — 7,9 км.
Введено в експлуатацію 31 серпня 1975 року. 
Пасажирообіг станції в будень —	6 200 осіб (2019)

Розташована на межі районів Сундбюберг і Сульна, Стокгольм. 
Конструкція: односклепінна станція тбіліського типу, з однією прямою острівною платформою. 

## Операції
| Попередня станція      | Лінія | Лінія     | Лінія | Наступна станція                  |
| ---------------------- | ----- | --------- | ----- | --------------------------------- |
| Галлонберген до Акалла |       | Лінія T11 |       | Сульна-сентрум до Кунгстредгорден |